# یازیگ‌ها

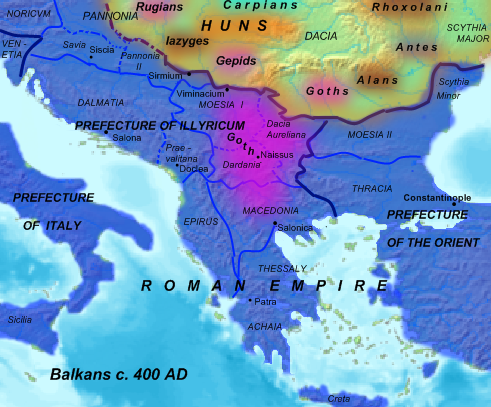
مرزهای روم در کنار جلگهٔ پانونیا و مردمان تازنده بدان در دههٔ ۴۵۰ میلادی

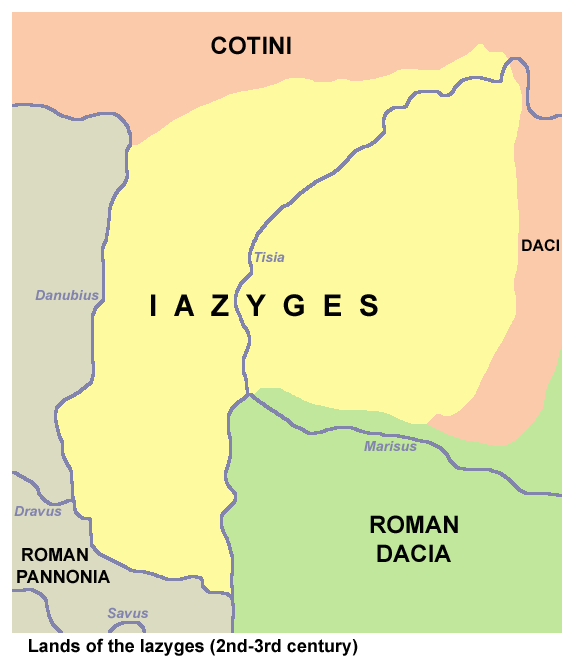

یازیگ‌ها یا یَزیگ‌ها نام یک تیره کوچ نشین است. آنها شاخه‌ای از سرمتی‌ها بودند که در پیرامون سال ۲۰۰ پیش از میلاد از آسیای میانه به استپ‌های اوکراین کنونی کوچیدند. زبان آنها یکی از زبان‌های ایرانی بوده‌است. 

## تاریخچه
بطلمیوس گیتاشناس از ایشان به نام یازوگس متاناسته یاد می‌کند. آنها در آغاز در کنار دریای آزوف زندگی می کردند ولی در آینده به سوی کرانه‌های دریای سیاه در جنوب باختری اوکراین پیشروی کردند. آنها به سربازی سپاه مهرداد ششم پادشاه پنتوس درآمدند و در جنگ با رومیان همراهیش نمودند. میان سال‌های ۷۸ تا ۷۶ پیش از میلاد رومیان برای گوشمالی ایشان بدانسوی دانوب لشکر کشیدند و کوشیدند تا ایشان را هراسان سازند.
در کرانه‌های دانوب دشمن نخست رومیان داس ها بودند. هنگامی که پادشاهی داکی (داسی) رو به فروپاشی نهاد، رومیان یازیگ‌ها را به جاگیر شدن در جلگه پانونیا برانگیزاندند. 
با چیرگی رومیان بر یازیگ‌ها ایشان به دو دستهٔ آزادگان و بندگان بخش شدند. بندگان که زیر فشار بودند در ۳۴ میلادی بر سروران شوریدند ولی با یاری که از بیرون رسید سرکوب شدند. در آینده رومیان کوشیدند تا در برابر داسی‌ها از یازیگ‌ها یاری بگیرند، ولی یازیگ‌ها که همچنان کوچ‌نشین و گله‌دار مانده بودند تن به همکاری نمی‌دادند. در سال ۹۲ میلادی سرانجام یازیگ‌ها با سرمتی‌ها و کوادهای ژرمن همپیمان شدند و به پانونیای روم تاختند. یازیگ‌ها در ماه مه لژیون ۲۱ راپاکس را نابود کردند. جنگ میان ایشان و روم تا مرگ امپراتور دومیسین در ۹۶ میلادی دنباله‌داشت. 
در آینده تراژان امپراتور روم کار داسی‌ها را به پایان رساند و در ۱۰۷ میلادی سردارش هادریان را برای به زانو درآوردن یازیگ‌ها به سویشان گسیل داشت. در آینده تراژان مرد و هادریان امپراتور روم گشت. در این زمان یازیگ‌ها پذیرفتند که خودگردان ولی پیرو روم باشند. 
در ۱۶۶ هنگامی که روم درگیر جنگ با اشکانیان بود، مردمان کوچ‌نشین شمالی چون مارکومان‌ها، کوادها، وندال‌ها، ناریست‌ها، هرماندورها و لونگوباردها به استانهای رومی کرانهٔ دانوب تاختند. یازیگ‌ها نیز به ایشان پیوستند و در نبرد با رومیان فرماندار رومی داسیا را نیز کشتند. مارکوس اورلیوس امپراتور تا پایان مرگش کوشید تا آرامش را بدان سوی روم بازگرداند. در ۱۷۰ یازیگ‌ها فرماندار استان موزیا را نیز کشتند. مارکوس اورلیوس خود به جنگ ایشان شتافت و پس از نبردی سخت آنها را به جایگاه نخستینشان بازگرداند. در ۱۷۵ میلادی زانتیکوس که گرفتار شورش افسرانش شده بود با مارکوس اورلیوس آشتی کرد و ۱۰۰هزار اسیر رومی را آزاد کرد. همچنین ناچار شد ۸هزار اسوار را به خدمت ارتش روم درآورد که پنج هزار و پانصد تا از آنان را با کشتی برای خدمت به بریتانیا روانه کردند. 
از این پس از یازیگ‌ها تنها همچون یک قبیله یاد می‌شد.

## یازیگ‌ها و یاسی‌ها

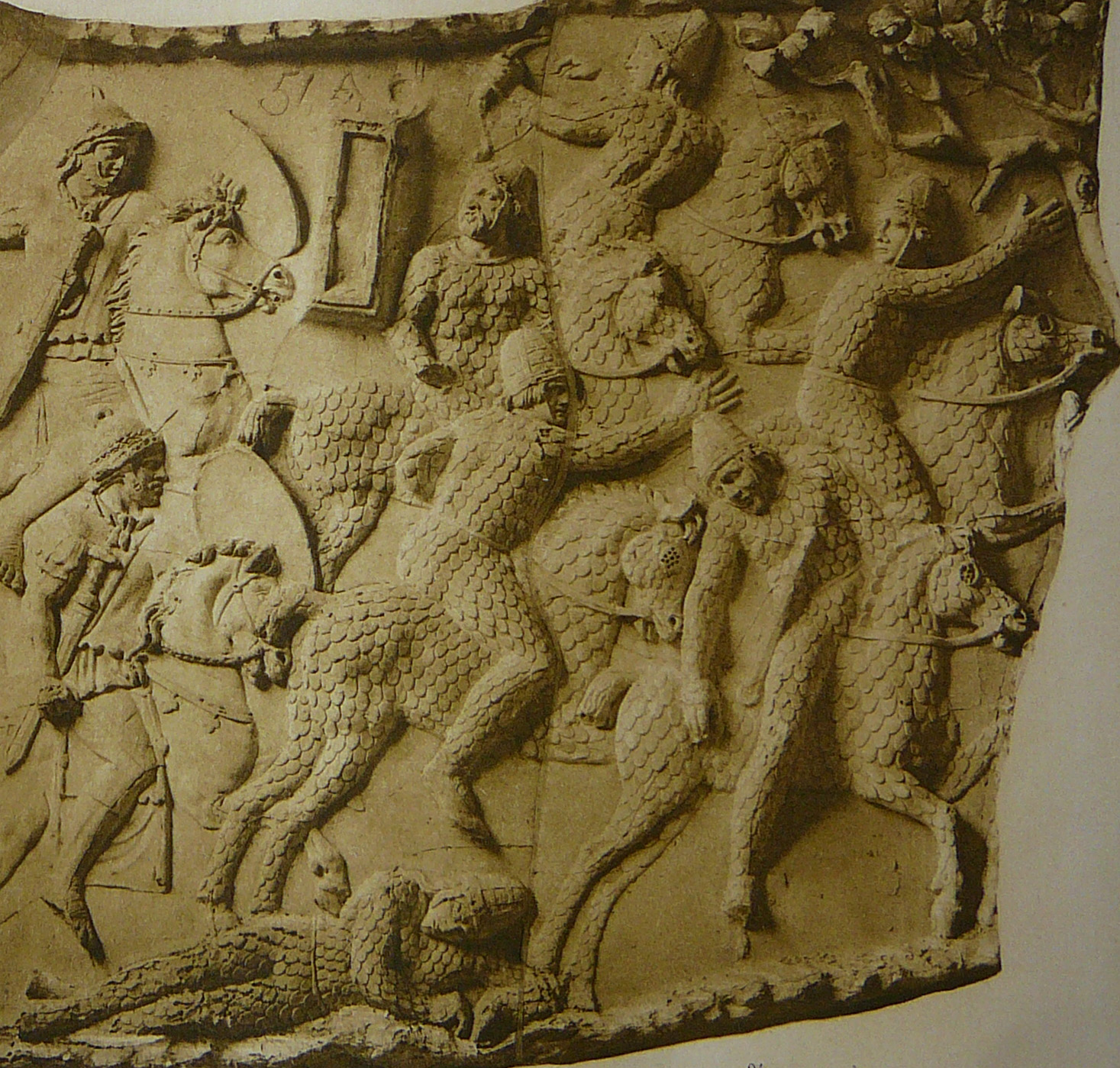
سواره نظام سنگین سارماتی در حال فرار از سواران رومی

در سده‌های میانه تیرهٔ ایرانی دیگری در اروپای خاوری پدیدار گشت به نام یاسی‌ها اینان که از سوی مغولان رانده شده‌بودند به همراه کومان‌ها در سدهٔ سیزدهم به پادشاهی مجارستان رسیدند. بلای چهارم پادشاه این کشور بدان‌ها پناه داد و ایشان دارای دولتی خودگردان شدند. ولی پس از چندی درگیریهایی میان مجارها و این دو تیره درگرفت و با پایان لشکرکشی مغولها اینان از سرزمینی که جاگیر شده بودند به بخشی از جلگه مجارستان رفتند و در آنجا ماندگار شدند. پیشهٔ اینان پرورش اسب بود. با گذشت سالیان یاسی‌ها در جامعهٔ مجارستان آمیخته شدند و زبان خود را فراموش کردند ولی کیستی و خودگردانی درونی خود را تا سال ۱۸۷۶ نگاه‌داشتند. هنوز هم در مجارستان زیستگاه‌های بسیاری به نام ایشان دیده می‌شود. اینان همچنان در جایگاه یک گروه نژادی جداگانه در مجارستان دیده می‌شوند. از زبان اینان تنها یک نوشتار دینی از سال ۱۴۴۳ یافته‌شده‌است. چنین انگاشته می‌شود که یاسی‌ها همان یازیگ‌ها هستند هرچند که بر سر پیوند میان این دو همچنان کشمکش است. برپایهٔ گواه زبانی یافت شده، زبان این دو گروه بسیار به هم نزدیک بوده‌است. سه نگره دربارهٔ چگونگی پیوند میان یاسی‌ها و یازیگ‌ها در میان است. یکی آنکه این هردو تیره‌های سرمتی بوده‌اند و جز این پیوندی با هم نداشته‌اند. دیگر آنکه می‌انگارند که یازیگ‌ها هنگامی که هون‌ها و آوارها در سده‌های پنجم تا هفتم آشوب برپاکرده بودند به اروپای خاوری بازگشته‌اند و دوباره در سدهٔ سیزدهم به مرکز اروپا بازگشته‌اند. و سه دیگر آنکه یاسی‌ها شاخه‌ای از یازیگ‌ها بودند که هرگز با آنها به کرانه‌های دانوب نیامدند و پس از کوچ یازیگ‌ها پیوند میانشان گسسته شده‌است. 